# Anna Gumlich-Kempf

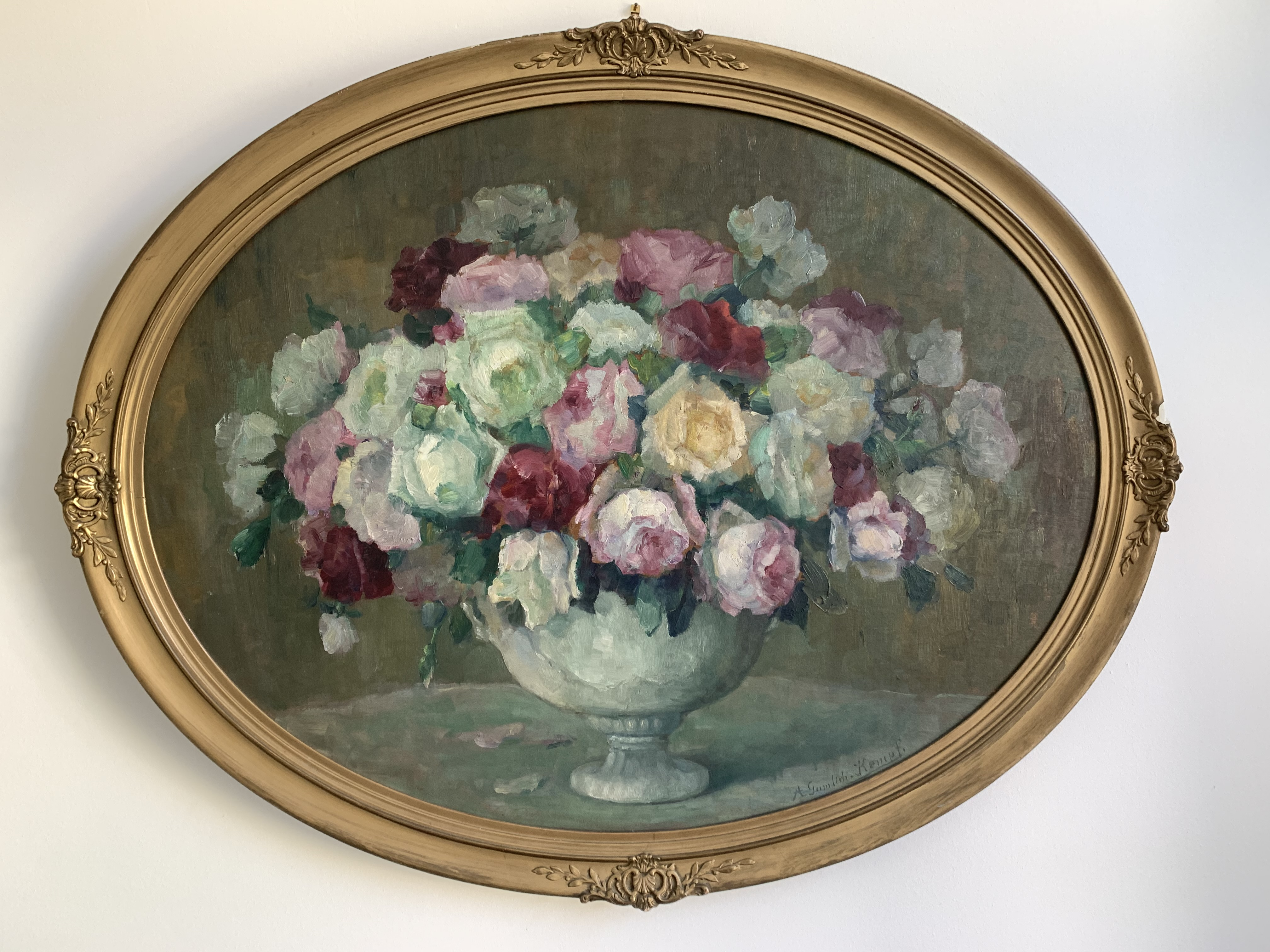
Stillleben von Anna Gumlich-Kempf

Anna Gumlich-Kempf (* 26. November 1860 in Ahorn, Landkreis Coburg; † Januar 1940 in Berlin) war eine deutsche Malerin.
Ihr Vater war Johann Karl Ernst Gumlich (* 1816), Pfarrer in Heldritt und Ahorn und ab 1868 Oberpfarrer von Neustadt, ihr Bruder war der bekannte Physiker Ernst Gumlich.
Sie erhielt ihre Ausbildung bei René Grönland in Berlin, einem der führenden Stillleben-Künstler seiner Zeit. Sie stellte zwischen 1903 und 1920 häufig in der Großen Berliner Kunstausstellung sowie im Münchner Glaspalast aus. In der ersten Hälfte des 19. Jahrhunderts war sie eine bekannte Malerin, vornehmlich für Stillleben, fertigte aber auch Holzskulpturen. Ihre Bilder finden sich in zahlreichen nationalen Museen.
Sie war Mitglied in der Reichskammer für Bildende Künste, wo sich heute noch ihre Personalakte befindet. 1908 war sie Gründungsmitglied des Bundes Deutscher und Österreichischer Künstlerinnenvereine und dessen Schatzmeisterin.